# 野牛山
野牛山（やぎゅうざん）は北海道札幌市南区滝野にある山。標高539.2メートル。
名前の由来は、牛が寝ているように見える山容から。滝野すずらん丘陵公園にある札幌市青少年山の家では、活動プログラムの一環として登山を取り入れている。
山頂には雷に打たれた古木がある。

## ギャラリー

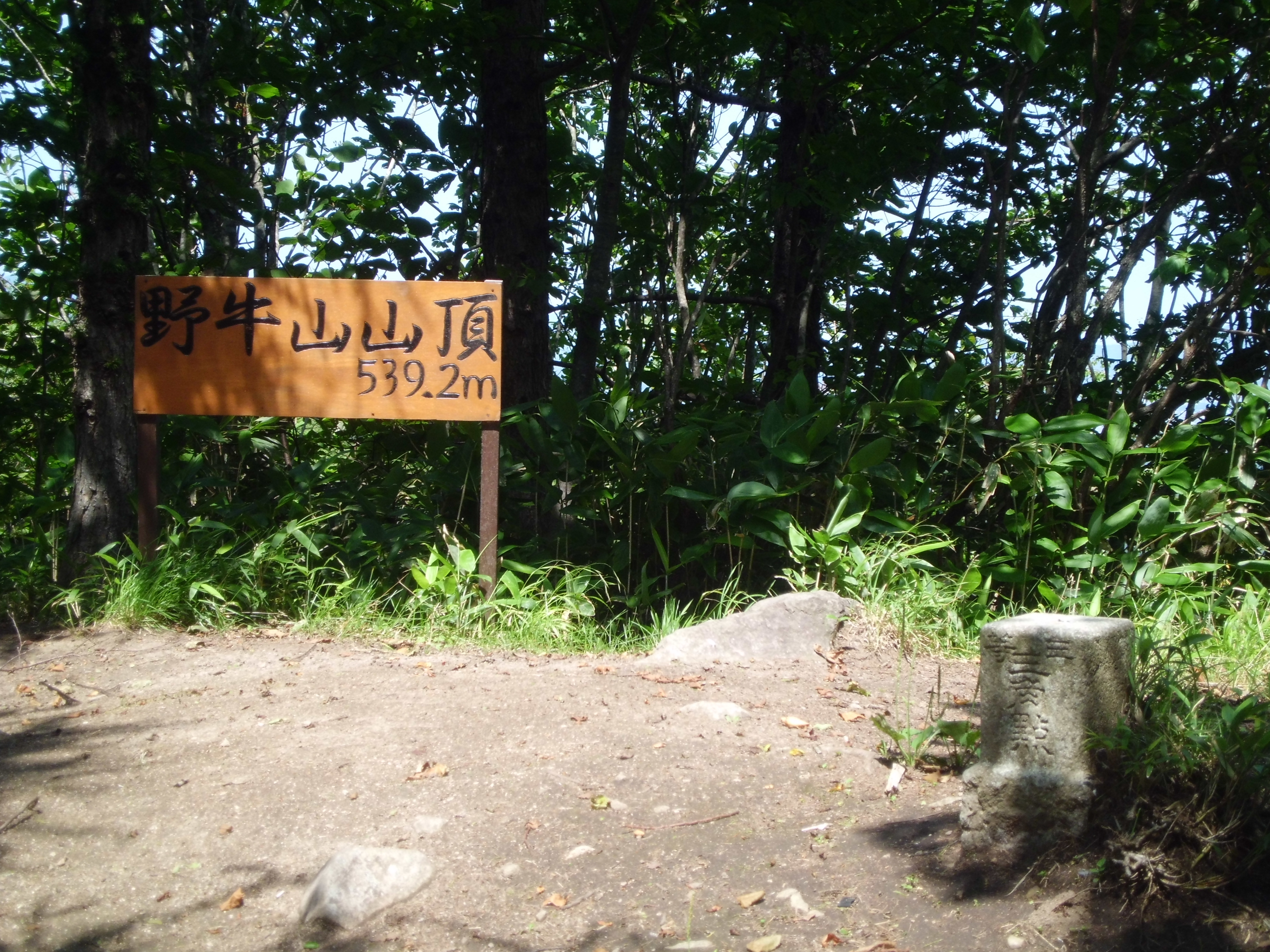
山頂
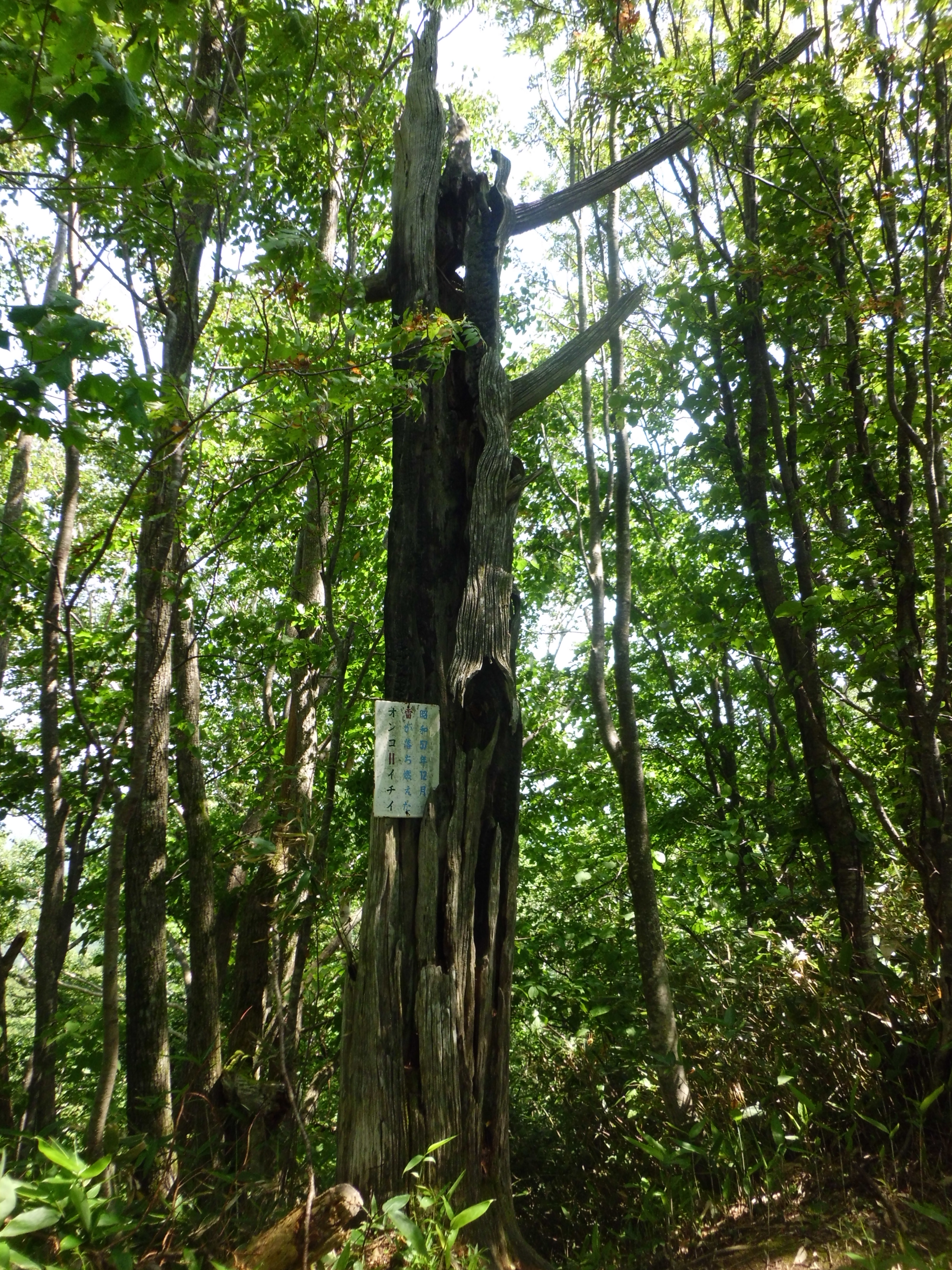
雷に打たれたイチイ